# Maxime Cam
 (novembre 2022).
Si vous disposez d'ouvrages ou d'articles de référence ou si vous connaissez des sites web de qualité traitant du thème abordé ici, merci de compléter l'article en donnant les références utiles à sa vérifiabilité et en les liant à la section « Notes et références ».
Maxime Cam, né le 9 juillet 1992 à Landerneau, est un coureur cycliste français.

## Biographie
Membre du BIC 2000 en 2013 et 2014, Maxime Cam passe professionnel en 2015 chez Bretagne-Séché Environnement avec Kévin Ledanois, y signant un contrat de 2 ans,. 

### Saison 2015: néo-professionnel avec Bretagne-Seché Environnement
Il dispute sa première course en tant que professionnel en Italie, au Trophée Laigueglia. Il y termine 139e. Après l'Italie, sa découverte du circuit professionnel passe par la Belgique (Het Nieuwsblad et Kuurne-Bruxelles-Kuurne, abandons aux deux courses) et la Malaisie (Tour du Langkawi) avant de retrouver les routes françaises (Classic Loire Atlantique, Cholet Pays de Loire, Classica Corsa, Route Adélie) et un retour en Bretagne avec le Tour du Finistère puis de Bretagne en avril 2015. Il participe ensuite aux 4 Jours de Dunkerque qu'il termine à la 97e place ainsi qu'au Tour de Picardie (51e) avant de s'élancer sur la World Ports Classic. Du 18 au 21 juin, il prend de la hauteur sur les routes du Tour de Pays de Savoie duquel il finit 64e du classement général. Il conclut ce mois de juin par son premier championnat de France professionnel à Chantonnay, où il abandonne.
Il prépare mi-juillet la seconde partie de la saison en effectuant un stage dans les Alpes avec Bretagne-Séché en compagnie de Kevin Ledanois, Benoît Jarrier, Matthieu Boulo, Florian Guillou, Christophe Laborie et Jean-Marc Bideau. Il reprend la compétition au Grand Prix Pino Cerami, qu'il ne termine pas, et enchaine par le Tour de Burgos et l'Artic Race of Norway où il est échappé sur la première et la dernière étape, y recevant le prix de la combativité. En Belgique, il participe ensuite à la Brussels Cycling Classic et au Grand Prix Impanis-Van Petegem avant d'être présent le lendemain sur l'avant-dernière manche de la Coupe de France, le Grand Prix Isbergues. Sa fin de saison le mène sur des courses à étapes dont le Tour du Gévaudan et l'Eurométropole Tour puis sur le triptyque italien Coppa Sabatini, Tour d'Emilie et GP Bruno Beghelli (48e).
Dans un rôle d'équipier et au service de Pierre-Luc Périchon (4e du classement général), il finit lanterne rouge du Tour du Langkawi, à près d'une heure du vainqueur Youcef Reguigui. Il abandonne sur la Classic Loire Atlantique avant de terminer à la 39e place sur la Cholet Pays de Loire. Pour ses premiers tours de roue avec les professionnels sur les routes finistériennes, il finit lanterne rouge du Tour du Finistère mais neuf jours plus tard, il se montre à son avantage en étant échappé lors de la troisième étape du Tour de Bretagne dont l'arrivée était adjugée à Cap Sizun et lors de la dernière étape au service d'Anthony Delaplace (4e de l'épreuve).

### Saison 2016: deuxième saison professionnelle à Fortuneo-Vital Concept
Non aligné sur les routes du Tour de San Luis et de la Tropicale Amissa Bongo, Maxime Cam participe à un stage avec 13 autres de ses coéquipiers en Espagne avant de commencer sa deuxième saison chez les professionnels sur le Grand Prix d'ouverture La Marseillaise (93e) avant d'enchaîner sur l’Étoile de Bessèges où il prend la dixième place sur la 3e étape et la 15e position au classement général. Participant à la première édition de La Méditerranéenne, il se distingue de nouveau en s'adjugeant la seizième place sur la dernière étape et la 20e position au classement général. Il découvre ensuite, de nouveau, une nouvelle course par étapes, également dans le Sud de la France, avec le Tour La Provence qu'il conclut à la 76e place, au côté de son coéquipier Chris Anker Sørensen cinquième, avant de terminer sa semaine sur la Classic Sud Ardèche. Il fait son retour sur les routes belges en mars 2016, prenant le départ du Samyn qu'il n'avait pas couru en 2015. Disputé dans des conditions dantesques, il ne fait pas partie des 28 arrivants. 
Sur la classique française Paris-Troyes, conclue à la 14e position, il décroche une nouvelle place d'honneur avant d'abandonner sur les deux manches de Coupe de France-PMU, Classic Loire-Atlantique et Cholet-Pays de Loire, et de prendre la 91e place sur la Route Adélie de Vitré. Une semaine plus tard, il découvre le GP de l'Escaut puis celui de Denain mais n'est pas retenu pour disputer une deuxième fois le Tour de Bretagne. Son programme se porte alors sur des courses d'un jour : Tour du Finistère (77e), Roue Tourangelle (52e), GP de Francfort, GP de la Somme (57e), Boucles de l'Aulne (35e), championnat de France professionnel sur route. Après un passage sur le Tour de Wallonie et la Polynormande (77e), il retrouve l'Arctic Race of Norway où il s'échappe de nouveau sur la première étape. La suite de son mois d'août se déroule sur la Arnhem Veenendaal Classic (115e) aux Pays-Bas, le Grand Prix Jef Scherens en Belgique puis sur le Tour du Poitou-Charentes. Sa fin de saison se déroule anonymement sur les routes de la Brussels Cycling Classic, le Grand Prix de Fourmies, la Coppa Bernocchi, le Mémorial Marco Pantani (abandons sur ces épreuves), le Giro della Toscana (67e du général), la Coppa Sabatini (abandon) et le Gran Premio Bruno Beghelli (53e). Il annonce le 1er octobre sur les réseaux sociaux que, son contrat de néo-pro n'étant pas reconduit et n'ayant pas trouvé de nouvelle équipe, le Tour de l'Eurométropole (abandon) est sa dernière course sur le circuit professionnel. 

### 2019-2021: nouvelle chance chez les professionnels
Membre de son équipe réserve, le VCP Loudéac, en 2018, l'équipe continentale professionnelle Vital Concept annonce le 5 septembre que le puncheur breton, également performant dans l'exercice du contre-la-montre, quittera les rangs amateurs pour intégrer leur formation en vue de la saison 2019. Il débute cette seconde expérience professionnelle sur la Tropicale Amissa Bongo où il se retrouve régulièrement échappé, étant notamment repris dans l'emballage final de la 6e étape dont il prend la sixième place. Il participe début mars à sa première course de niveau World Tour, les Strade Bianche. Onze jours plus tard, il s'adjuge la 20e place du Tour du Finistère avant de prendre part au Tour de Bretagne, remporté par son coéquipier Lorrenzo Manzin. En juin, il connait sa deuxième épreuve World Tour avec le Critérium du Dauphiné. Il se distingue à titre personnel lors du Kreiz Breizh, 3e du classement général. Le 29 septembre, sa prolongation pour les saisons 2020 et 2021 est rendue publique.   
L'équipe ne se déplaçant pas sur la Tropicale Amissa Bongo en 2020, il connaît le même début de saison qu'en 2016, se rendant sur le GP La Marseillaise (72e) et l'Etoile de Bessèges où il est échappé sur la quatrième étape. Son programme de février l'emmène sur le Tour des Alpes-Maritimes et la Classic de l'Ardèche (abandon) avant que la saison ne soit suspendue à cause de la pandémie de Covid-19. Il retrouve la compétition sur la Route d'Occitanie, échappé sur la dernière étape. Il est membre de la première échappée du jour sur la Bretagne Classic en compagnie de Julien Morice et six autres coureurs.   
Le calendrier 2021 toujours tronqué par la pandémie de Covid-19, l'équipe fait le choix de faire courir régulièrement un noyau d'une dizaine de coureurs dont il ne fait pas partie. Il ne totalise que deux jours de course avant de prendre le départ du Tour de la Communauté valencienne le 14 avril où il est échappé sur la première et la dernière étape. Il participe à plusieurs courses au printemps, sans résultat notable.    
Sa dernière course chez les professionnels sera le championnat de France, où il doit abandonner. Dix jours plus tard, il ressent une vive douleur dans le genou droit.  Sa saison est terminée. Fin août, Jérôme Pineau, manager de l'équipe B&B Hôtels, lui indique que son contrat n'est pas renouvelé.

### 2022: fin de carrière chez les amateurs
A 29 ans, Maxime Cam décide de redevenir amateur. Il rejoint Dinan Sport Cycling, l'équipe de son ami Johan Le Bon.   

## Palmarès
| - 2010 - Ronde du Printemps - Flèche Plédranaise - 2e de la Ronde des vallées - 2011 - Étoile de Tressignaux - 7e épreuve de la Ronde Finistérienne - 2012 - Circuit de la Grotte de Ploemel - Ronde du Pays de Dinan - 7e et 8e épreuves du Trophée Aven-Moros - 2e du Grand Prix René Le Mené - 2e de la Ronde Briochine - 2e du Souvenir René-Lochet - 3e du Grand Prix d'Avranches - 3e du Grand Prix de Brissac-Quincé - 2013 - 6e épreuve de la Ronde Finistérienne - 1re étape de La SportBreizh - Tour de Rhuys - 2e du Grand Prix d'Avranches - 2014 - 1re épreuve du Trophée Aven-Moros - Classement général de La SportBreizh - Manche-Océan - 3e épreuve de la Ronde Finistérienne - Grand Prix de Plouay amateurs - 2e du Circuit du Morbihan - 2e du Circuit d'Armorique - 2e du Grand Prix de Plérin - 2e du championnat de Bretagne sur route - 2e du Grand Prix de Landerneau - 2e du Grand Prix de la Mine de Poullaouen - 2e du Trophée Noret - 3e du Souvenir Louison-Bobet - 3e des Boucles Sérentaises - 3e du Circuit des Deux Provinces - 2017 - Grand Prix Gilbert-Bousquet - Essor breton : - Classement général - 5e étape - 1re, 5e et 6e épreuves de la Ronde Finistérienne - Grand Prix Lorient Agglomération - Grand Prix de Fougères - Ronde mayennaise - 2e de la Ronde Briochine - 2e du Trio normand (avec Maxime Le Lavandier et Stuart Balfour) - 3e de La Melrandaise - 3e de Manche-Atlantique - 3e de la Flèche de Locminé - 3e du championnat de Bretagne sur route - 3e du Saint-Brieuc Agglo Tour | - 2018 - Champion de Bretagne du contre-la-montre - 6e étape de l'Essor breton - 1re et 2e (contre-la-montre) étapes du Tour de la Manche - Grand Prix de Guichen - 1re étape de La SportBreizh (contre-la-montre) - Saint-Brieuc Agglo Tour : - Classement général - 2e étape (contre-la-montre) - Grand Prix de Beuzec-Conq - 2e de la Ronde du Porhoët - 2e de la Ronde du Viaduc - 2e du Prix de la Saint-Laurent - 2e du Grand Prix de Névez - 3e du Grand Prix Gilbert-Bousquet - 3e des Boucles guégonnaises - 2019 - 3e du Kreiz Breizh Elites - 2022 - 7e épreuve de la Ronde Finistérienne - 2e du Grand Prix Gilbert-Bousquet - 2e du Grand Prix de Saint-Philibert Trégunc - 3e du Souvenir Louison-Bobet - 3e de la Ronde du Porhoët |  |

## Classements mondiaux
| Année                                 | 2014 | 2015  | 2016  | 2017  | 2018  | 2019  | 2020 | 2021  |
| ------------------------------------- | ---- | ----- | ----- | ----- | ----- | ----- | ---- | ----- |
| Classement mondial                    |      |       | 2088e | 1448e | 2786e | 1464e | nc   | 2339e |
| UCI Europe Tour                       | 725e | 1235e | 1393e | 931e  | 1842e | 982e  | nc   | 1561e |
|                                       |      |       |       |       |       |       |      |       |
| Légende : nc = non classéSource : UCI |      |       |       |       |       |       |      |       |